# Ponta Mandioca
A Ponta Mandioca é uma formação geológica costeira de São Tomé e Príncipe, localizada na ilha de São Tomé, a Sul da província de Caué. Este acidente geológico localiza-se entre o Ilhéu Quixibá a Ponta Bote.